# 미셸 블랑
미셸 블랑(프랑스어: Michel Blanc, 1952년 4월 16일~2024년 10월 3일)은 프랑스의 배우, 영화 감독, 각본가이다.

## 작품 목록

### 영화 출연
- Attention les yeux ! (1976)
- 가장 잘 걷는 법 (1976, La Meilleure Façon de marcher)
- 애욕 (1976, Je t'aime moi non plus)
- 테넌트 (1976, Le Locataire)
- On aura tout vu (1976)
- Des enfants gâtés (1977)
- Le diable dans la boîte (1977)
- 선탠하는 사람들 (1978, Les Bronzés)
  - 선탠하는 사람들 스키타다 (1979, Les Bronzés font du ski)
  - 선탠하는 사람들 3 - 인생의 친구들 (2006, Les Bronzés 3: Amis pour la vie)
- 사춘기 소녀 (1979, L'Adolescente)
- Le père Noël est une ordure (1982)
- 프랑과 달러 (1984, Marche à l'ombre) - 연출, 각본, 출연
- 이브닝 드레스 (1986, Tenue de soirée)
- 은행털이와 아빠와 나 (1986)
- 살인 혐의 (1989) - 이르 역
- Uranus (1990)
- 감사한 삶 (1991, Merci la vie)
- 프로스페로의 서재 (1991, Prospero's Books)
- 중독된 사랑 (1993, Toxic Affair)
- 엄청난 피곤 (1994) - 연출, 각본, 출연
- 미스터 몬스터 (1994)
- 패션쇼 (1994)
- 당신이 원하는 이에게 키스하세요 (2002, Embrassez qui vous voudrez) - 연출, 각본, 출연
- 미남이시네요 (2005, Je vous trouve très beau) - 에메 역
- 증인 (2007, Les Témoins)
- 두 번째 숨결 (2007)
- 더 걸 온 더 트레인 (2009, La Fille du RER)
- 스팟 오브 바더 (2009, Une petite zone de turbulences)
- 미니스터 (2010, L'Exercice de l'État) - 질 역
- Et soudain, tout le monde me manque (2011) - 엘리 드레이 역
- Demi-sœur (2013)
- 로맨틱 레시피 (2014)
- Les Souvenirs (2014) - 로맹의 아버지 역
- 알라딘: 바그다드 스캔들 (2014, Les Nouvelles Aventures d'Aladin)
- 오드 잡 (2016, Un petit boulot)
- 레드 댕그 (2017, Raid dingue)

### 영화 연출 및 각본
- 프랑과 달러 (1984, Marche à l'ombre) - 출연
- 엄청난 피곤 (1994) - 출연
- 에스코트 (1999, Mauvaise passe)
- 당신이 원하는 이에게 키스하세요 (2002, Embrassez qui vous voudrez) - 출연

### 영화 각본
- 스페셜리스트 (1985, Les Spécialistes)